# Henri Chanal
Henri Chanal est un metteur en scène belge né en 1936 à Ixelles et mort en août 1969. Il a été danseur chez Maurice Béjart, comédien au Théâtre national de Belgique et au Rideau de Bruxelles.
Ingénieur agronome de formation, il a enseigné l'art dramatique à l'Institut des arts de diffusion.
En 1964, il reçoit l'Ève du Théâtre pour La Tempête.